# Меликян, Грачик Спиридонович
Грачик (Грачия) Спиридонович Меликян (1913, Тбилиси — июль 1941, Могилёв) — советский армянский композитор.

## Биография
Сын композитора и музыковеда-этнографа С. А. Меликяна. В 1933—1935 годах обучался в Музыкальном техникуме им. Гнесиных (ныне Российская академия музыки имени Гнесиных) по классу композиции М. Ф. Гнесина.
Продолжил учёбу в Московской консерватории. Ученик Виссариона Шебалина.
После окончания консерватории в 1940 году получил распределение на работу преподавателем в Ереванскую консерваторию.
С началом Великой Отечественной войны, был призван в армию. Погиб в июле 1941 года в боях под Могилёвом.

## Творчество
- Сюита для 2-х фортепиано (1934)
- Прелюдия для фортепиано (1935)
- Сюита для симфонического оркестра (1935)
- Прелюдия и фуга (1936)
- Пьесы для скрипки и фортепиано (1936)
- Соната для виолончели и фортепиано (1937)
- Струнный квартет (1938)
- Поэма «Давид Сасунский» (1939—1940).